# New Shoes
New Shoes è un singolo del cantautore britannico Paolo Nutini, pubblicato il 12 marzo 2007 come quarto estratto dal primo album in studio These Streets.
La canzone è stata scritta da Nutini, Jim Duguid e Matty Benbrook, e prodotta da questi ultimi due.
Nel 2007 il brano è stato utilizzato per la campagna pubblicitaria internazionale della Puma.

## Il video
Il video musicale prodotto per New Shoes è stato pubblicato il 15 Giugno 2007 tramite il canale dell'artista. Il 22 Febbraio 2007 venne pubblicata una (US Version) della canzone.

## Tracce
CD-Single Atlantic 505144202682 (Warner) / EAN 5051442026825
1. New Shoes (Album Version) – 3:22
2. New Shoes (Acoustic Version) – 3:37

## Classifiche
| Classifica (2007) | Posizione più alta |
| ----------------- | ------------------ |
| Germania          | 97                 |
| Italia            | 24                 |
| Paesi Bassi       | 42                 |
| Regno Unito       | 21                 |
| Svizzera          | 52                 |
| Turchia           | 7                  |